# Крижачок

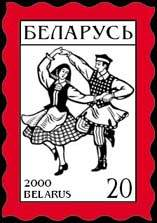
«Крижачок» на поштовій марці Білорусі

Крижачок — білоруський народний танець.

## Хореографія
Хореографічний малюнок цього танцю будується по лініях хреста. Танець має багато варіантів. Але скрізь танцівники мають уявляти хрест на площині. Він також присутній у розташуванні виконавців. Він має чотири основних варіанти:
1. Танцівники стають парами в малюнку хреста і йдуть по колу, злегка розбігаючись,
2. Чотири пари розміщуються хрест на хрест одна від одної й по черзі проходять у ворота, які створює пара навпроти,
3. Чотири хлопці з'єднують у центрі руки хрест на хрест і йдуть по колу, а дівчата періодично перебігають до партнерів, що стоять спереду,
4. Танцюють парами, склавши хрест на хрест руки, з високими пружними підскакуваннями.

Музика танцю — народна.